# Miroslav Mentel
Miroslav Mentel (* 2. Dezember 1962 in Šurany) ist ein ehemaliger slowakischer Fußballspieler.

## Karriere
Mentel begann seine Profilaufbahn 1980 beim tschechoslowakischen Erstligisten FK Inter Bratislava. Für Inter Bratislava bestritt er 51 Erstligaspiele. 1983 wechselte er zum Ligakonkurrenten FK Dukla Banská Bystrica. 1985 kehrte er zu FK Inter Bratislava zurück. Danach spielte er bei MŠK Hurbanovo und DAC Dunajská Streda. Im 1993 unterschrieb er einen Vertrag beim japanischen Erstligisten Urawa Red Diamonds. 1994 kehrte er nach Slowakei zurück. Hier spielte er bis 1997 für SFC Opava und MFK Dubnica.